# Park Narodowy Fudżi-Hakone-Izu
Park Narodowy Fudżi-Hakone-Izu (jap. 富士箱根伊豆国立公園 Fuji-Hakone-Izu Kokuritsu Kōen) – najsłynniejszy park narodowy w Japonii. Jest on rozproszony na kilka części na obszarze setek kilometrów, należąc administracyjnie do prefektur: Yamanashi, Shizuoka, Kanagawa i aglomeracji tokijskiej. W jego skład wchodzą m.in.: góra Fudżi, miejscowość Hakone z licznymi gorącymi źródłami, półwysep Izu i wyspy Izu. Zajmuje on łącznie powierzchnię 121 695 ha (wyłącznie teren lądowy).

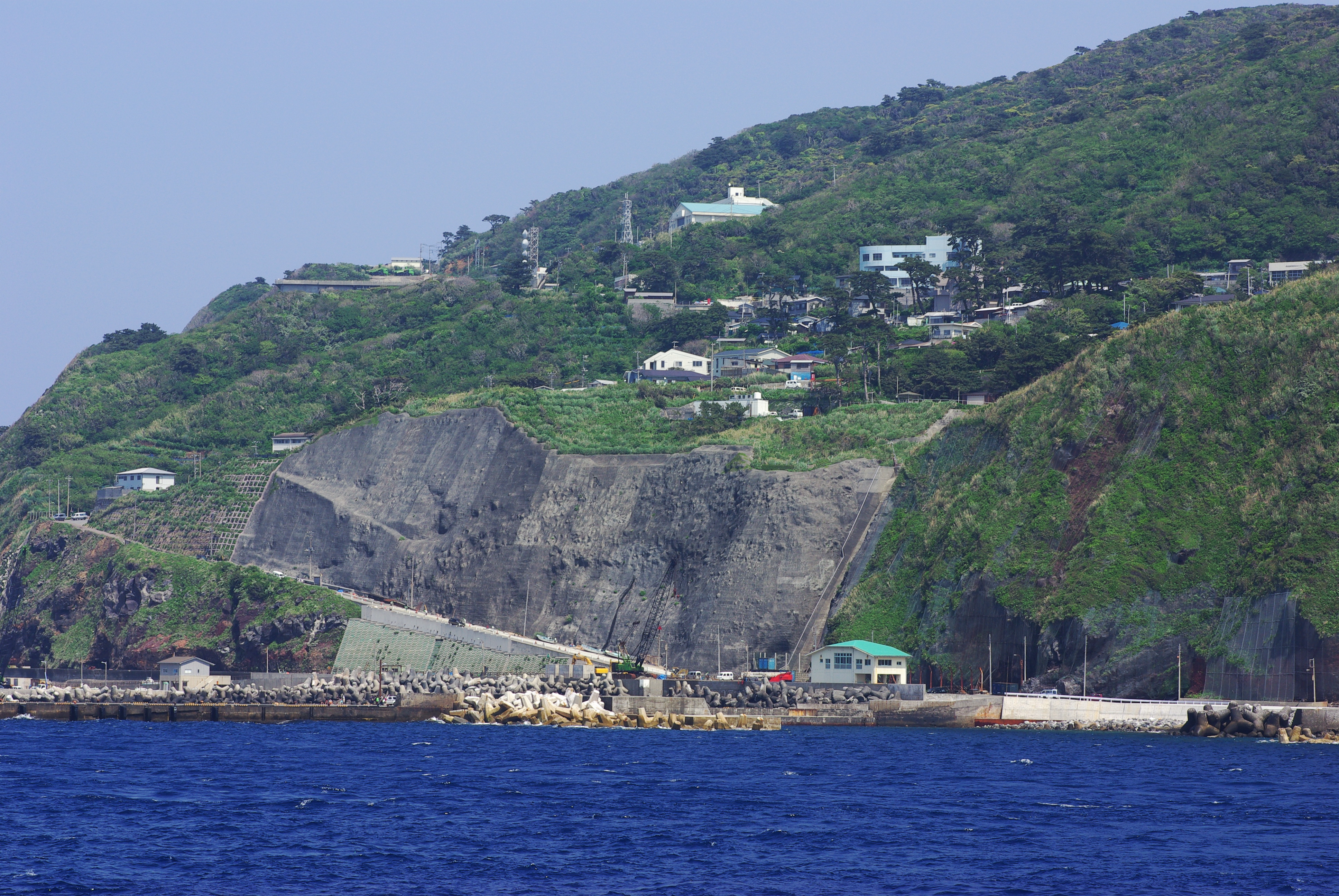
Wybrzeże wyspy Mikura w archipelagu Izu

Park ten jest jednym z czterech najstarszych w Japonii. Pierwsza jego część powstała 1 lutego 1936 i obejmowała jedynie obszar Fuji-Hakone. W 1955 dołączono półwysep Izu i park otrzymał obecną nazwę. Archipelag siedmiu wysp Izu przyłączono natomiast w 1964.
Nieduża odległość od Tokio sprawia, że jest to najczęściej odwiedzany park narodowy w kraju. Obszar ten jest atrakcją turystyczną, oferując różnorodne formy aktywnego wypoczynku.

## Obiekty
Park Narodowy Fudżi-Hakone-Izu dzieli się na cztery główne obszary:
1. Obszar Fudżi
- Fudżi – najwyższy szczyt Japonii, aktywny stratowulkan
- Wodospad Shiraito – wodospad o wysokości 20 m i szerokości 150 m, znajdujący się na liście Stu wodospadów Japonii, opublikowanej przez Ministerstwo Środowiska w 1990 roku[3]
- Pięć Jezior Fudżi:
  - Kawaguchi – najłatwiej dostępne z jezior i najbardziej rozwinięte pod względem infrastruktury turystycznej[4]. Jezioro jest popularnym punktem pozwalającym na wykonanie malowniczego zdjęcia wulkanu Fudżi;
  - Motosu – najbardziej wysunięte na zachód. Znane jest z tego, iż widok na Fudżi z tego jeziora uwieczniony jest na rewersie banknotu 1000 jenów[4];
  - Sai – słabiej rozwinięte pod względem turystyki od sąsiedniego jeziora Kawaguchi oddalonego o 1 km. Częściowo wynika to z faktu, iż widok na górę Fudżi w większości punktów wybrzeża zasłaniają inne szczyty[4]. Graniczy z lasem Aokigahara;
  - Shōji – najmniejsze z pięciu jezior[4];
  - Yamanaka – największe z jezior, dziewiąte najgłębsze w kraju[4].
- Aokigahara – las porastający zastygłą lawę, słynący z wyjątkowo dużej liczby osób wybierających go jako miejsce popełnienia samobójstwa
- Jezioro Tanuki – sztuczny zbiornik utworzony w 1935 roku w wyniku przekierowania biegu rzeki Shiba

2. Obszar Hakone
- Droga Tōkaidō – jeden z pięciu najważniejszych traktów okresu Edo. Droga wiedzie wschodnim wybrzeżem wyspy Honsiu
- Hakone Botanical Garden of Wetlands (Hakone Shissei Kaen, Ogród Botaniczny Mokradeł Hakone) – ogród botaniczny w miejscowości Hakone założony w roku 1976. Obecnie posiada w kolekcji 1700 gatunków roślin bagiennych i alpejskich występujących w Japonii[5].
- Jezioro Ashi – jezioro wulkaniczne z widokiem na Fudżi
- Ōwaku-dani – dolina wokół krateru powstałego podczas erupcji wulkanu Hakone (1438 m) około 3000 lat temu. Jej duża część to aktywna strefa wulkaniczna, nasycona oparami siarki i pełna gorących źródeł. Prowadzi przez nią krótka trasa spacerowa od stacji kolejki linowej do licznych kominów parowych i bulgoczących źródeł. Można tu kupić jajka gotowane w naturalnie gorącej wodzie, których skorupki czernieją od siarki i o których mówi się, że przedłużają życie o siedem lat[6].

3. Półwysep Izu
- Góry Amagi – wulkaniczne pasmo górskie z najwyższym szczytem Bansaburō-dake (1406 m n.p.m.)
- Źródła termalne Atami – źródła z infrastrukturą turystyczną (łaźnie i baseny onsen)
- Atagawa Tropical & Alligator Garden (Atagawa Banana Wani-En) – placówka otwarta w 1958 roku. Są tam tropikalne rośliny, żółwie słoniowe, liczne rodzaje krokodyli, pandy rude, manaty[7].
- Wybrzeże Jōgasaki

4. Wyspy Izu

- Ō-shima
- To-shima
- Nii-jima
- Shikine-jima
- Kōzu-shima
- Miyake-jima
- Mikura-jima
- Hachijō-jima

## Galeria

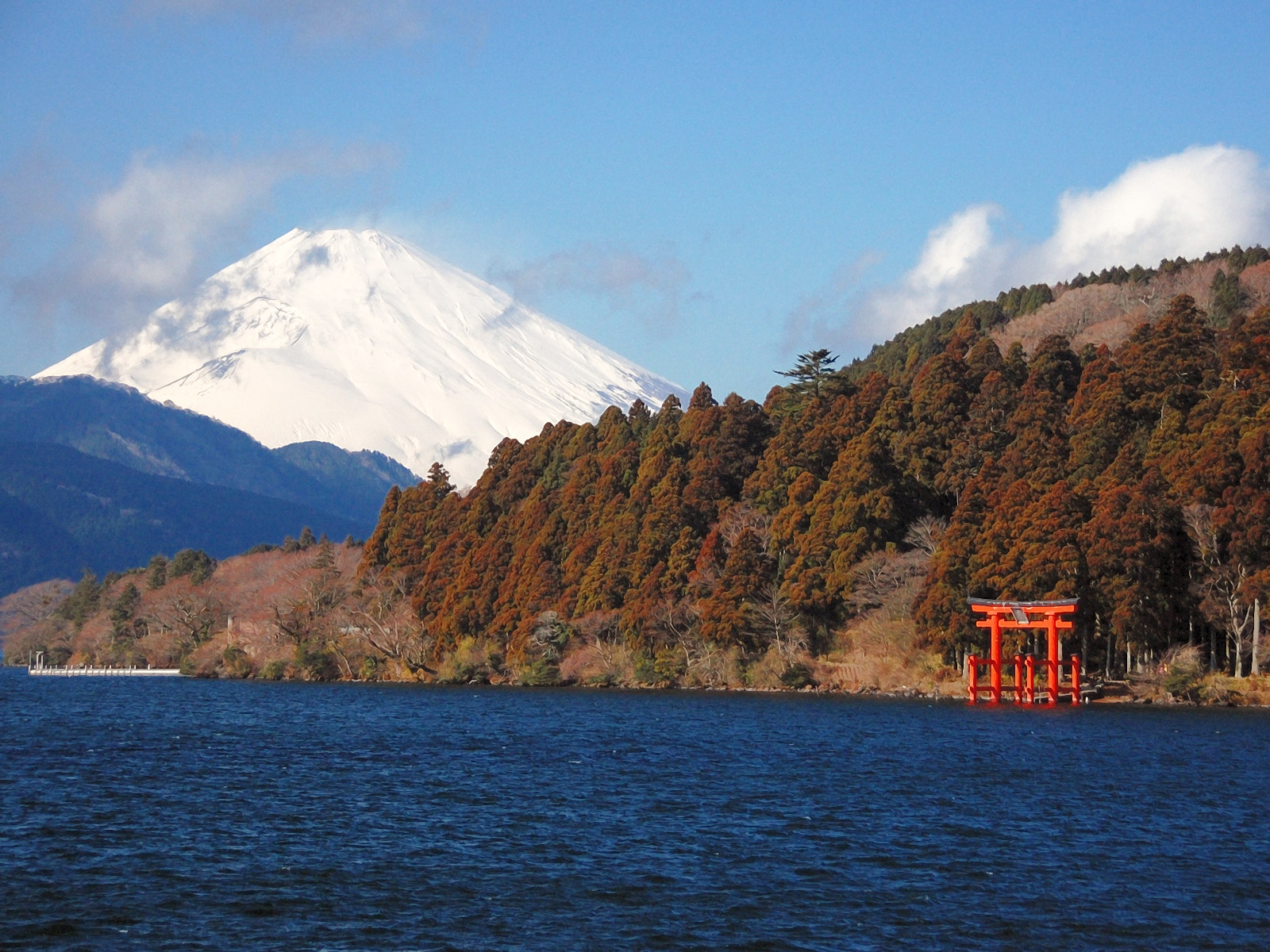
Jezioro Ashi i góra Fudżi
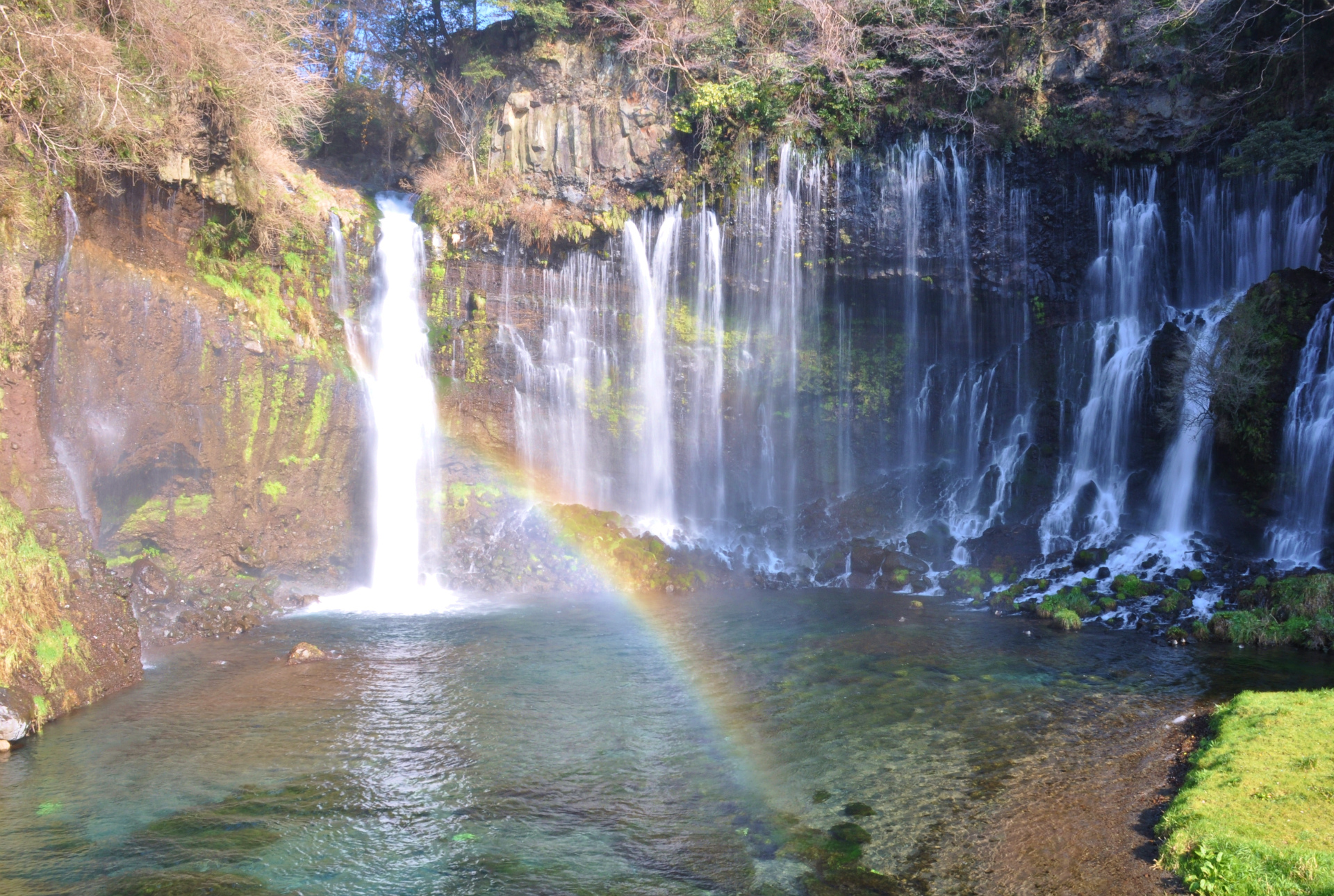
Wodospady Shiraito
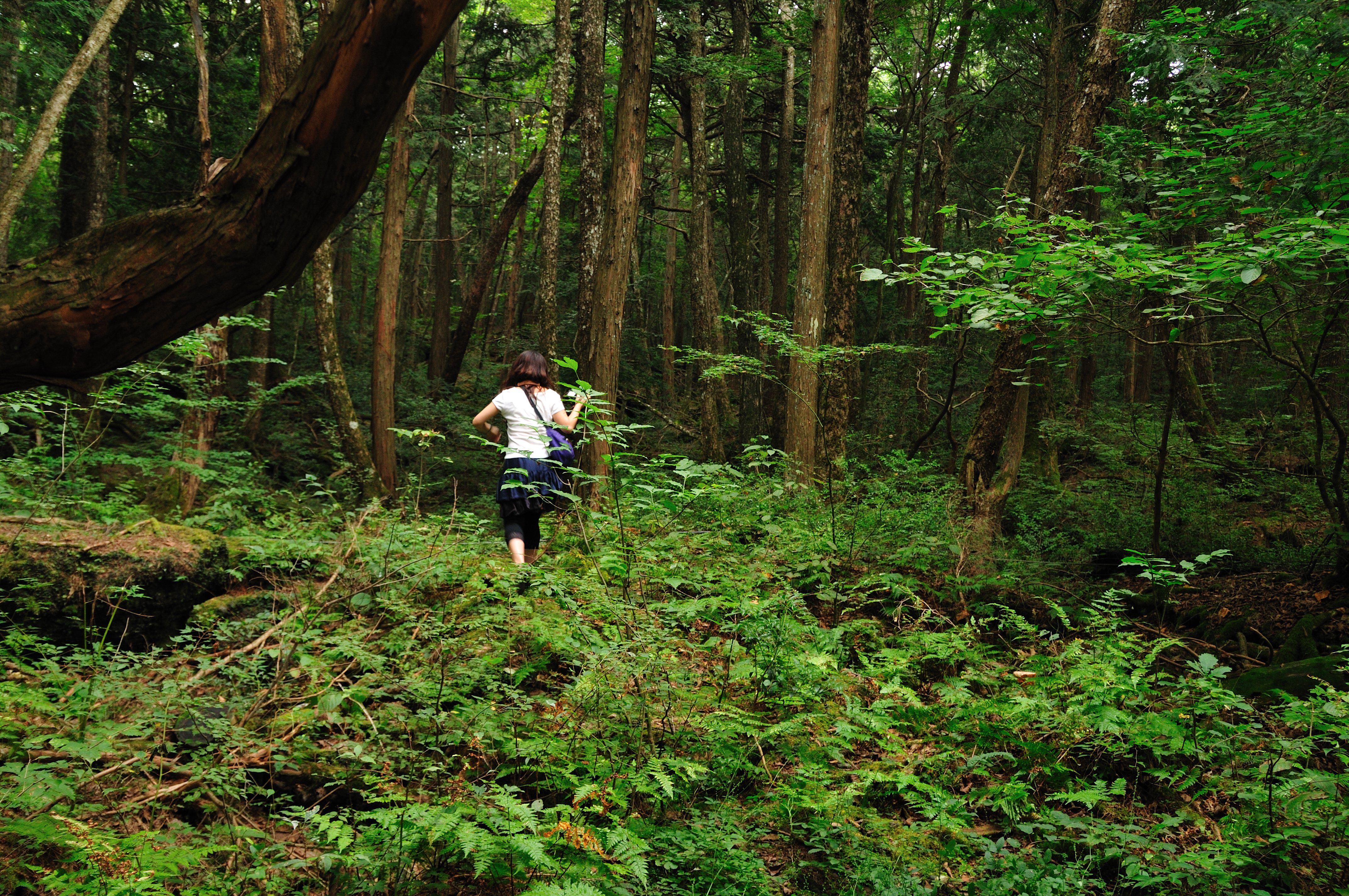
Las Aokigahara
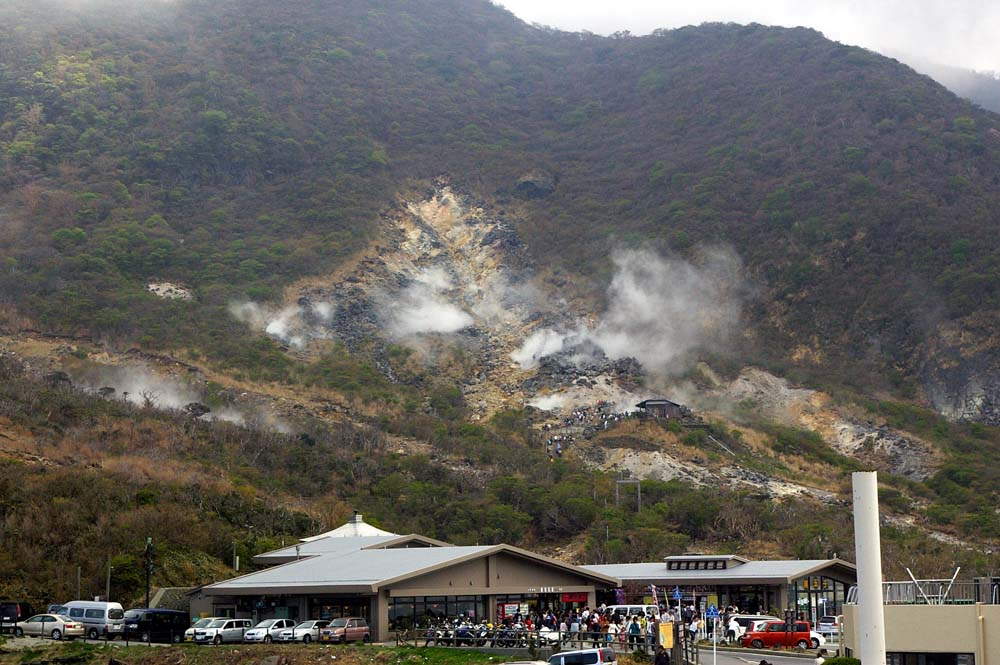
Źródła termalne Ōwaku-dani
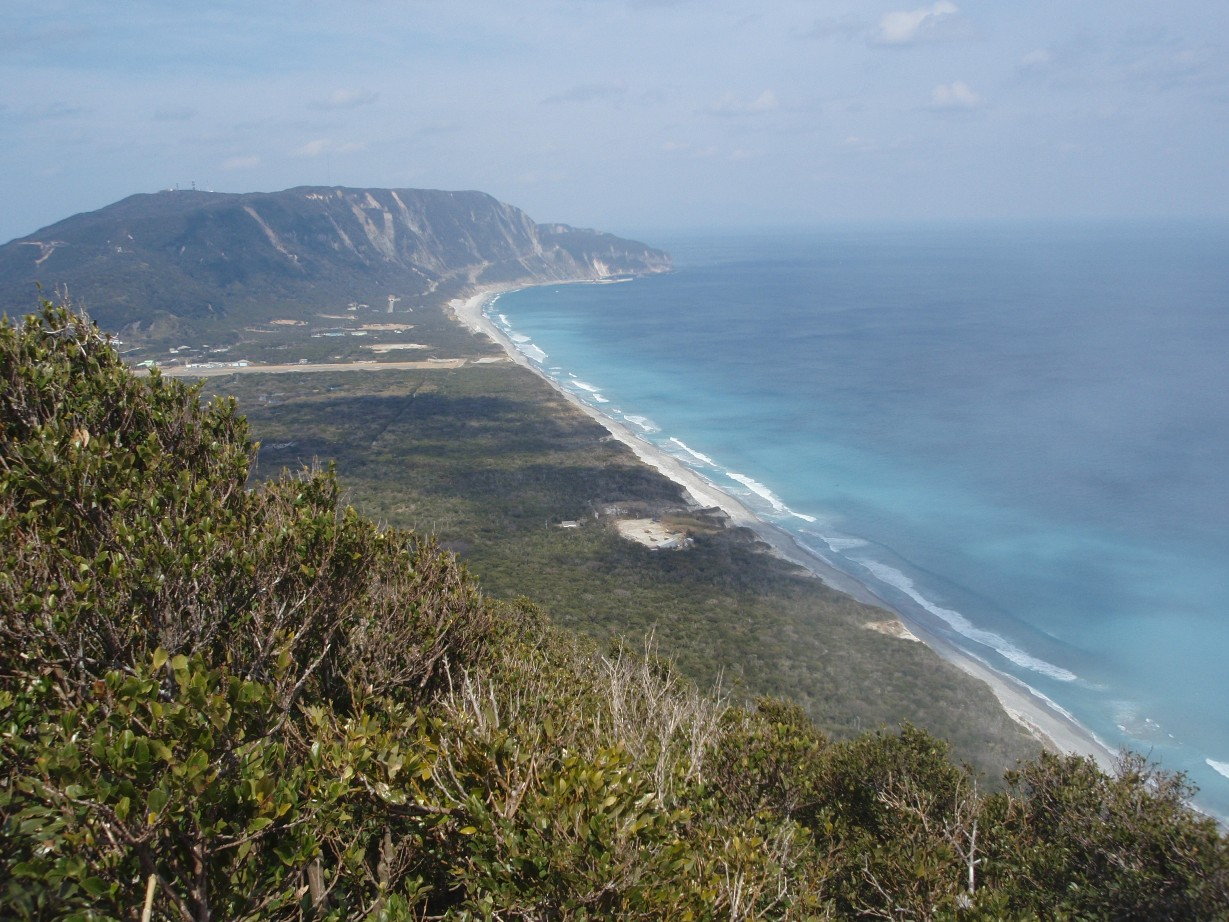
Wyspa Nii-jima
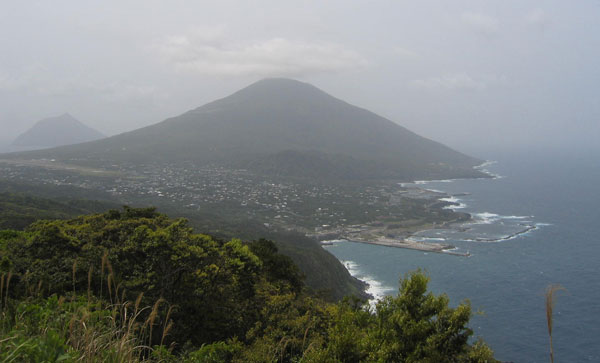
Hachijō-jima